# Penya Blaugrana (Sant Cugat del Vallès)
La Penya Blaugrana és una obra de Sant Cugat del Vallès (Vallès Occidental) protegida com a Bé Cultural d'Interès Local.

## Descripció
Casa de pagès que ha estat reconvertida en seu social de la Penya Blaugrana.
S'ha modificat la façana, obrint una finestra apaïsada a la planta baixa i rebaixant l'alçada d'una finestra geminada gòtica. L'edifici havia estat comunicat amb el de can Matas a través d'un porta d'estil gòtic, visible en part per l'interior i que avui dia està tapiada.
Com la majoria de cases de l'anomenat carrer de Dalt, era una casa senzilla que a la planta baixa tenia el celler, la quadra pel cavall i el cup del vi, la cuina i el menjador.
Al pis hi havia els dormitoris i a les golfes s'emmagatzemaven els productes de l'hort.